# 肽運算
肽运算是一种与传统的硅基计算机技术不同的，运用了多肽-分子生物学的运算形式。

## 简介
这种计算模型是基于抗体在肽序列（氨基酸序列）的链接。与DNA运算相仿，肽序列与抗体之间的平行相互作用已被利用于这个模型来解决一些“NP完备”问题。具体来说，现在已经运用这种计算模型解决了汉米尔顿路径问题（HPP）和一些版本的集合覆盖问题。这种计算模型也显示出自身的具有等用于通用图灵机的计算能力(或者说是“图灵完全”的)。
这种计算模型比起DNA运算有些关键优势。打个比方，如果说DNA由4块积木砌成（4种碱基），多肽就用了20块积木砌成（20种氨基酸）。肽-抗体相互作用也在相互识别及链接上比一条单链DNA及其互补链更加灵活。但是与DNA运算不同的是，这种模型还没用实现现实中的利用。 主要的限制是该模型所需的单克隆抗体的有效性。